# Nijinsky II
Nijinsky II (Englisches Vollblutpferd; * 21. Februar 1967; † 15. April 1992) war eines der berühmtesten Rennpferde in der Geschichte des Galopprennsports und der Vollblutzucht. Er wurde benannt nach dem Tänzer Vaslav Nijinsky. Sein Vater war Northern Dancer, seine Mutter Flaming Page. Er wurde während eines Schneesturms auf der Windfields Farm von E. P. Taylor in Oshawa in der kanadischen Provinz Ontario geboren und als Jährling von dem im Platin-Handel tätigen US-amerikanischen Industriellen Charles W. Engelhard, Jr. (1917–1971) für 84.000 $ gekauft.

## Rennlaufbahn
In Irland wurde er dann von M. Vincent O’Brien in Ballydoyle, County Tipperary, trainiert und galt nach dem Gewinn der »Dewhurst Stakes« als der beste Zweijährige von England und Irland. 1970 gewann Nijinsky als Dreijähriger das »Two Thousand Guineas Stakes«, das »Epsom Derby«, das »Irish Derby« und besiegte zum ersten Mal ältere Pferde in Ascot bei dem King George VI And Queen Elizabeth Stakes über anderthalb Meilen. Diese Siege machten Nijinsky und seinen regulären Reiter Lester Piggott zum wohl besten Pferd-und-Reiter-Gespann in der Pferderenngeschichte. Er gewann dann das »St. Leger«-Rennen und wurde das erste Pferd nach 35 Jahren, das die Englische Triple Crown gewann. Seitdem gab es keinen weiteren Gewinner der Triple Crown.
Als Nächstes nahm er, noch im selben Jahr, am berühmten französischen Prix de l’Arc de Triomphe in Longchamp in Paris teil, wo er sensationell um Kopfeslänge von Sassafras unter Yves Saint-Martin geschlagen wurde. In seinem letzten Rennen, den »Champion Stakes« von Newmarket, nur 13 Tage nach der Niederlage in Paris, die man nicht akzeptieren wollte, wurde er erneut geschlagen. Da er nun offensichtlich seinen Zenit überschritten hatte, wurde er in Kentucky auf der Claiborne Farm erfolgreich zur Zucht eingesetzt.
In seiner brillanten Rennkarriere, die nur von seinen beiden zweiten Plätzen in Longchamp und Newmarket getrübt wurde, übertraf er den europäischen Rekord der Gewinnsumme für ein Rennpferd.

## Zuchtlaufbahn
Nijinskys Vorzüge leben in seinen Nachkommen weiter, z. B. den Epsom-Derby-Gewinnern von 1982, 1986 und 1995: Golden Fleece, Shahrastani und Lammtarra. Lammtarra blieb im Gegensatz zu seinem Vater ungeschlagen, lief allerdings nur in 4 Rennen, dafür gewann er neben dem »Epsom Derby« und den »King George VI & Queen Elizabeth Diamond Stakes« den »Prix de l’Arc de Triomphe«.
Nijinskys Sohn Seattle Dancer wurde als Jährling für den lange Zeit geltenden Weltrekordpreis von 13,2 Millionen Dollar verkauft. Seattle Dancer stand für kurze Zeit als Deckhengst in Deutschland, wo er im Frühjahr 2007 starb.
In der Zucht vertrat besonders der Nijinsky-Sohn Niniski eine hohe Vererberklasse. Mit Lomitas, der u. a. Vater von Silvano und Meridiana wurde, stellte er einen erfolgreichen Deckhengst. Lomitas gewann selbst drei Gruppe-I-Rennen (Großer Preis von Baden, Preis von Europa, Preis der Berliner Bank).
Auch Lagunas ist ein Enkel von Nijinsky, dieser hat sich als Mutterstutenvererber u. a. bei Peppercorn und Pepperstorm einen Namen gemacht.